# Excuse sans excuse
 (janvier 2025).
La mise en forme du texte ne suit pas les recommandations de Wikipédia : il faut le « wikifier ».
Les points d'amélioration suivants sont les cas les plus fréquents. Le détail des points à revoir est peut-être précisé sur la page de discussion.
- Les titres sont pré-formatés par le logiciel. Ils ne sont ni en capitales, ni en gras.
- Le texte ne doit pas être écrit en capitales (les noms de famille non plus), ni en gras, ni en italique, ni en « petit »…
- Le gras n'est utilisé que pour surligner le titre de l'article dans l'introduction, une seule fois.
- L'italique est rarement utilisé : mots en langue étrangère, titres d'œuvres, noms de bateaux, etc.
- Les citations ne sont pas en italique mais en corps de texte normal. Elles sont entourées par des guillemets français : « et ».
- Les listes à puces sont à éviter, des paragraphes rédigés étant largement préférés. Les tableaux sont à réserver à la présentation de données structurées (résultats, etc.).
- Les appels de note de bas de page (petits chiffres en exposant, introduits par l'outil «  Source ») sont à placer entre la fin de phrase et le point final[comme ça].
- Les liens internes (vers d'autres articles de Wikipédia) sont à choisir avec parcimonie. Créez des liens vers des articles approfondissant le sujet. Les termes génériques sans rapport avec le sujet sont à éviter, ainsi que les répétitions de liens vers un même terme.
- Les liens externes sont à placer uniquement dans une section « Liens externes », à la fin de l'article. Ces liens sont à choisir avec parcimonie suivant les règles définies. Si un lien sert de source à l'article, son insertion dans le texte est à faire par les notes de bas de page.
- La présentation des références doit suivre les conventions bibliographiques. Il est recommandé d'utiliser les modèles {{Ouvrage}}, {{Chapitre}}, {{Article}}, {{Lien web}} et/ou {{Bibliographie}}. Le mode d'édition visuel peut mettre en forme automatiquement les références.
- Insérer une infobox (cadre d'informations à droite) n'est pas obligatoire pour parachever la mise en page.

Pour une aide détaillée, merci de consulter Aide:Wikification.
Si vous pensez que ces points ont été résolus, vous pouvez retirer ce bandeau et améliorer la mise en forme d'un autre article.
Une excuse sans excuse, parfois appelée fausse excuse,, est une déclaration sous forme de regret qui n'exprime aucun remords pour l'acte ou les propos en question, ni reconnaissance de responsabilité envers ceux à qui les excuses sont adressées. Ce concept est fréquemment observé en politique et dans les relations publiques.
Par exemple, dire « Je suis désolé que tu ressentes cela » à quelqu’un qui a été offensé par une déclaration est une excuse qui n'en est pas une. Cette formulation n’admet pas que les propos tenus étaient problématiques et peut suggérer que la personne offensée a réagi de manière excessive ou irrationnelle. Une autre forme de non-excuse consiste à adresser des excuses non spécifiques, telles que « à toute personne qui aurait pu être offensée », sans reconnaître directement la partie blessée ou insultée.
Les déclarations de pseudo-excuses, qui évitent de reconnaître explicitement la responsabilité des paroles ou des actes, peuvent parfois exprimer un certain regret mais de telles déclarations peuvent également être utilisées pour apaiser les tensions sans reconnaître la faute.